# Актюбинский переулок
Актю́бинский переу́лок — улица в Октябрьском районе города Орска Оренбургской области. Расположена в центральной части входящего в состав города посёлка Елшанка. Названа именем города Актюбинск Казахской ССР (ныне — Актобе).
В настоящее время на улице расположены четыре двухэтажных кирпичный жилых дома и более двадцати одноэтажных жилых домов их кирпича, шлакоблоков и дерева.